# 国立交通大学
国立交通大学（こくりつこうつうだいがく、英語: National Chiao Tung University、公用語表記: 國立交通大學）は、台湾省新竹市東区大学路1001号に本部を置く中華民国の国立大学。1896年創立、1958年大学設置。大学の略称は交大、NCTU。
前身は1896年に上海で創立された南洋公学まで遡ることができ、戦前は中国での工学系高等教育の基幹大学としての地位を占めていた。国共内戦により閉鎖、分割されたが、1958年に台湾省新竹県新竹市にて復興された。現在は8学院、20学系、25研究所を要する。
実学を重視するのは1896年の交通大学開校以来の伝統である。例えば歯車を図案化した校章中の「E, S, A」の文字はそれぞれ工学（Engineering）、科学（Science）及び管理（Administration）の頭文字。
2002年、指定国立研究大学7校のひとつに指定された。また、日本台湾交流協会による台湾の7名門大学のひとつに紹介されている。
2021年2月に国立陽明大学と統合し「国立陽明交通大学」となる。

## キャンパス
- 前身

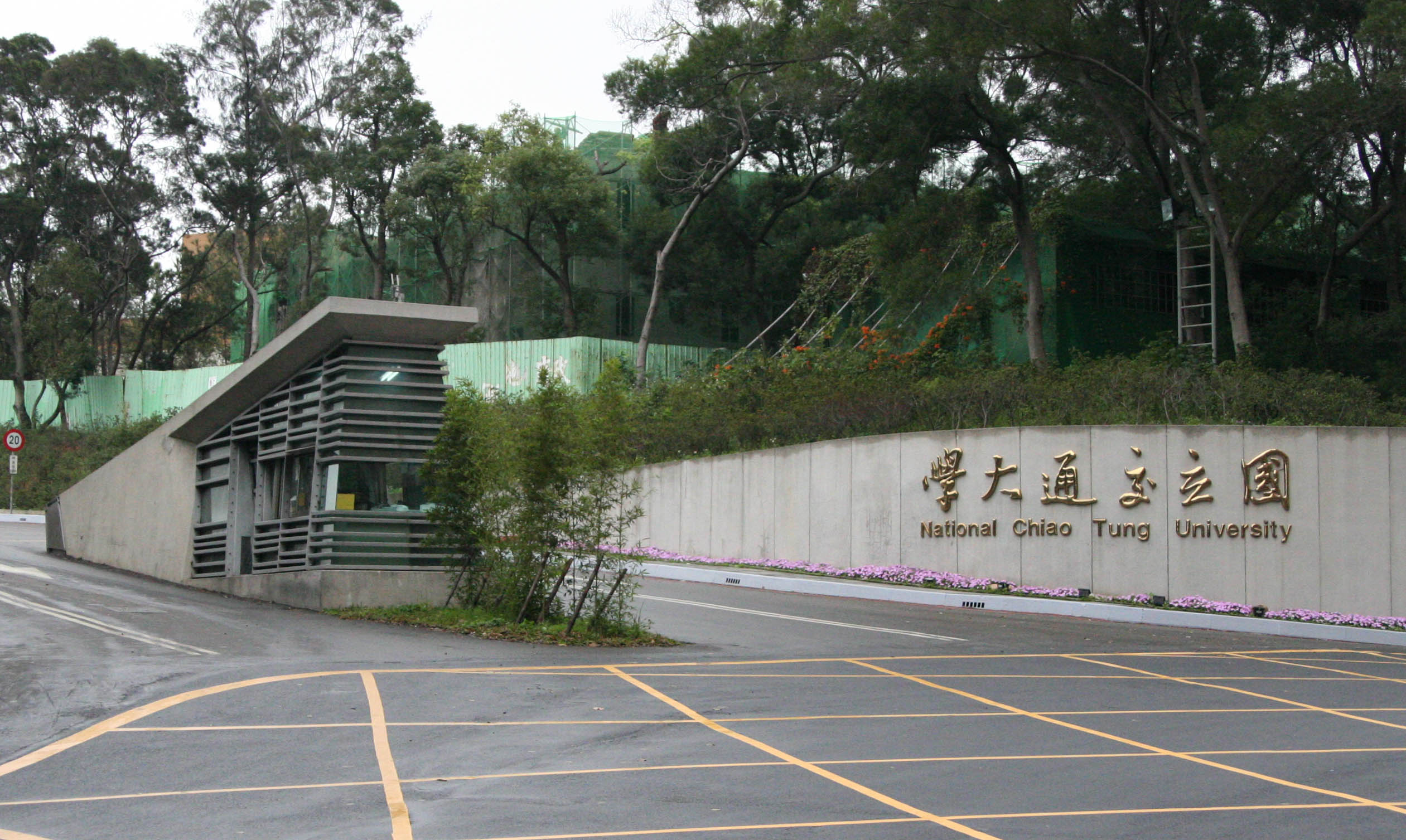
台湾交通大学 光復キャンパス北大門

  - 上海キャンパス - 1896年大学創業の地であり、即ち今の上海交通大学徐匯キャンパスである（上海市徐匯区華山路）

- 初代
  - 博愛キャンパス - 1958年上海から移転した新生交通大学の最初キャンパスで、新竹旧市街区にある静かなキャンパスである[4]。（台湾省新竹市東区博愛街）

- 二代目
  - 光復キャンパス[5] - 交通大学の代表的なキャンパスである、新竹科学工業園区や国立清華大学に隣接する。（台湾省新竹市東区大学路1001号）
  - 台北キャンパス - 北門の隣、台北駅から徒歩7分、女子学生の比率が一番高いキャンパスである。（台北市中正区忠孝西路一段114号）

- 三代目
  - 台南キャンパス - 台湾高速鉄道・高鉄台南駅の近く、駅から徒歩10分以内、台南科学工業園区の隣、OLED工学や半導体の研究を行っている（2009年から）
  - 竹北キャンパス - 台湾高速鉄道・高鉄新竹駅の近く、駅から徒歩10分以内、総合R&Dと新創成領域研究を行っている（準備中）
  - 嘉義キャンパス - 台湾高速鉄道・高鉄嘉義駅の近く、駅から徒歩15分以内、総合R&Dと新創成領域研究を行っている（準備中）

## 歴史
| 年     | 月日   | 事跡                                                               |
| ------ | ------ | ------------------------------------------------------------------ |
| 1896年 | -      | 上海において南洋公学が開校                                         |
| 1912年 | -      | 「上海工業専門学校」と改称                                         |
| 1921年 | -      | 唐山工業専門学校、北平鉄路管理学校、郵電学校と合併し交通大学が成立 |
| 1940年 | -      | 日中戦争の影響により重慶分校を開校                                 |
| 1945年 | -      | 分校を閉鎖し上海に移転                                             |
| 1949年 | -      | 国共内戦により中国共産党に接収される                               |
| 1958年 | -      | 台湾省新竹市にて「国立交通大学電子研究所」として復興               |
| 1964年 | -      | 大学部を設置                                                       |
| 1967年 | -      | 「国立交通大学工学院」と改称                                       |
| 1979年 | -      | 「国立交通大学」と改称                                             |
| 2021年 | 2月1日 | 国立陽明交通大学と改称                                             |

## 校歌

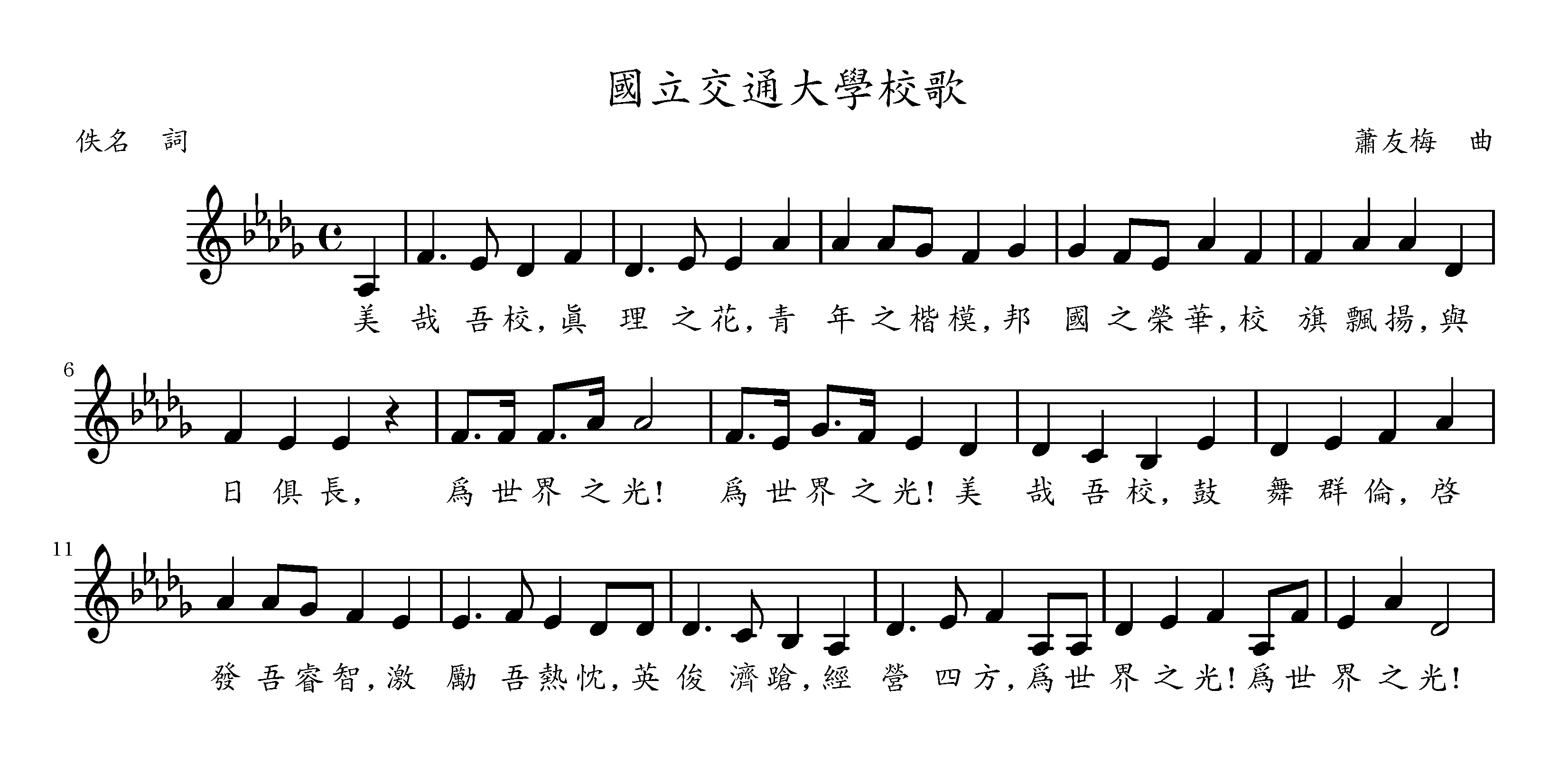
国立交通大学の校歌の楽譜

美哉吾校、真理之花、青年之楷模、邦国之栄華、校旗飄揚、与日俱長、為世界之光！為世界之光！

美哉吾校、鼓舞群倫、啓発吾睿智、激励吾熱忱、英俊済蹌、経営四方、為世界之光！為世界之光！
楽譜は上海交通大学時代のもの（作曲：蕭友梅・作詞：不明）を使用。ただし歌詞については変更がなされている。

## 組織
| | |
| - 電気工学部 - 電気工学部と情報工学部連合エリート学科（EECS Honors Program） - 電気工学部と情報工学部連合国際工学研究科（EECS International） - 電気工学部と情報工学部連合産業連携工学修士課程（EECS Industrial） - 電気工学科（2009年から） - 電子システム学科 - 光電システム学科 大学院 - - 電子システム工学研究科 - 光電システム工学研究科 - 電気及び制御工学研究科（2009年から） - 電信システム工学研究科（2009年から） - ディスプレイ科学技術研究所 - ナノテク・センター（旧半導体センター） - 電信研究センター - 情報工学部 電気工学部と情報工学部連合 - - エリート学科（EECS Honors Program） - 国際工学研究科（EECS International） - 産業連携工学修士課程（EECS Industrial） - 情報工学科 大学院 - - 情報科学と工程研究科 - ネットワーク工学研究科 - マルチメディア工学研究科 - 生物医学情報工学研究科 - 脳科学研究センター - 李立台揚インターネット研究センター - 交通大学と財団法人工業技術研究院連合研究センター - 財団法人工業技術研究院交通大学連合ネットワーク研究室（NBL） - 財団法人情報工業策進会と交通大学連合研究センター - 交通大学/米国CISCO インターネット・テクノロジー連合研究開発センター - 工学部 - 機械工学科 - 土木工学科 - 環境工学科 - 材料工学科 - ナノテク研究所 大学院 - - - 機械工学研究科 - 土木工学研究科 - 環境工学研究科 - 材料工学研究科 - 理学部 - 電子物理学科 - 応用数学科 - 応用化学科 - 統計学研究所 - 物理研究所 - 分子科学研究センター 大学院 - - - 電子物理研究科 - 応用数学研究科 - 応用化学研究科 - バイオテクノロジー学部 - バイオテクノロジー学科 - 生物化学システム研究所 - 生物情報研究所 大学院 - - - バイオテクノロジー研究科 | - 管理学部 - 管理科学科 - 情報財務金融管理学科 - 運輸システム管理学科 - 工業工学管理学科 - 交通工学科 大学院 - - - 管理科学研究科 - 経営管理研究科 - 情報管理研究科 - 財務金融研究科 - テクノロジー管理研究科 - テクノロジー法律研究科 - 運輸システム管理研究科/ - 工業工学管理研究科 - 交通工学研究科 - 人文社会学部 - 外国語学科 - コミュニケーション学科 大学院 - - - 応用芸術研究科 - 音楽研究科 - 教育研究科 - 言語文化研究科 - 建築研究科 - コミュニケーション研究科 - 社会文化研究科 - 客家文化学部 - 人文社会学科 - コミュニケーション工学科 - 国際客家研究センター - 研究センター - 交大研究総合センター - 国際化推進チーム - 製造管理センター - 電子データ研究センター - 防災システム研究センター - ナノテクセンター - インターネット推進チーム - 省エネルギー技術研究センター - 電子ビジネス研究センター - 李立台揚インターネット研究センター - Cisco（思科）インターネット・テクノロジー研究開発センター - 新興文化研究センター - 客家研究センター - 未来技術研究センター - 分子科学研究センター - 脳科学研究センター - 映画研究センター - SF研究センター |

## スポーツ・サークル・伝統
梅竹賽（中国語）と呼ばれる対抗戦が国立清華大学との間で行われている。

## 主な出身者

### 実業家
- 施振栄 - エイサー創業者。
- 施崇棠（中国語） - アスーステック（AsusTek）創業者。
- 曹興誠（中国語） - 聯華電子（UMC）創業者。
- 胡定華（中国語） - 元電子システム学科教授。半導体技術を台湾に導入して、台湾半導体産業を確立した一人。
- 曾繁城（中国語） - 半導体技術を台湾に導入して、台湾半導体産業を確立した一人。
- 朱順一（中国語） - ザイセル創業者[22]
- 蔡義泰（中国語） - 蒙恬科技/Penpower創業者[23]
- 高次軒（中国語） - Dリンク創業者[24]
- 簡志宇（中国語） - 無名小站創業者

### 文化人
- 楊徳昌 - 映画監督
- 九把刀（中国語） (Giddens) - 作家

### 交通関係
- 周永暉（中国語） - 台湾鉄路管理局局長、交通部観光局局長、財団法人中華顧問工程司董事長
- 謝明勳（中国語版） - 土木工学者。在学時の鉄道研究サークル（zh:國立交通大學鐵道研究會）共同創設者。校外学生にも門戸を開き、研究会はNGO/NPO団体中華民国鉄道文化協会に発展した。校外参加も含めて協会関係者はそれぞれ台湾での鉄道界で一定の地位と影響力を保持している。

### 名誉博士
1910年代 - 凌鴻勛（中国語）
1920年代 - 林同棪（中国語）
1930年代 - 方賢齊（中国語）、潘文淵（中国語）、殷之浩（中国語）、王安
1940年代 - 呉文俊（中国語）、鮑亦興（中国語）、江沢民、
1960年代 - 曹興誠（中国語）、申學庸（中国語）（声楽家）
1970年代 - 宣明智（中国語）
1990年代 - 韓光渭（中国語）、徐旭東（中国語）
2000年代 - 釋證嚴（中国語）（宗教家）、サミュエル・ティン（ノーベル物理学賞）、林懷民（英語版）（舞踏家）、田家炳（中国語）
鄭均、趙曾珏、孫運璿、李国鼎、方復、高錕、厲鼎毅、施振栄（中国語）、楊振寧、李遠哲、張忠謀（英語版）、沈元壤、葛守仁、胡定華、張榮發、苗豐強、曾繁城、高行健（小説家）、辜振甫、Dan Maydan、史欽泰（中国語）、白文正（中国語）、安藤忠雄、薩支唐（中国語）

## 主な教員
- IEEE フェロー

施敏、張俊彥、彭松村、張逢猷、黃調元、魏哲和、許炳堅、李祖添、吳重雨、李建平、莊晴光、尉應時、黃威、曾俊元、杭學鳴、林一平、周景揚、林進燈
- 中央研究院 院士

施敏、張俊彥、林明璋
- 全米技術アカデミー 海外院士

施敏、張俊彥
- 教育部（文部省）国家講座教授

施敏、張俊彥、曾國雄、李遠鵬、李祖添、林松山
- 名誉教授（1997年以降）[26]

湯仲良、沈元壤、馬祖涵、李建業、Victor V. Skopenko、韓光渭、孔祥重、黄秉乾、黄周汝吉、Arthur J. Carty、Jack S. Kilby、鮑亦星、虞有澄、蔡振水、Richard K. Lester、林耕華、郭位、蔡少棠、小林俊一、顧慰華、李天培、厲鼎毅、山本喜久（国立情報学研究所）、江崎玲於奈、胡正明、張茂德、Manfred Pilkuhn、黄喣濤、翁政義、蔡隆文、伊賀健一、楊日昌、史欽泰、張系國、許炳堅、Richard Newton、楊振寰、宋瑞珍、Richard E. Blahut、高柳英明、丁肇中
- 名誉管理講座教授

張忠謀、胡定華、許祿寶、史欽泰、施振栄、高希均、林坤禧
- 講座教授[28]

施敏、黄光明、姚宏澤、宋瑞珍、周英雄、李祖添、趙光安、馬水龍、汪琪、李正福、林明璋、鄭天佐、沈哲鯤、李昭勝、黃威、李文雄、何子楽、游伯龍、曾国雄、蔡文祥、魏哲和、林清発、潘犀霊、呉重雨、張豐志、黎漢林、林松山、蔡忠杓、許千樹、李建平、曾俊元、林進灯、李安謙、呉培元、林一平、李遠鵬、呉宗和、鄭錦全、蔡清彦、荘英章、許炳堅、胡正明、蔡進発、林尚祐

### 歴代学長
| 区分                   | 代         | 氏名                            | 任期          |
| ---------------------- | ---------- | ------------------------------- | ------------- |
| 国立交通大学電子研究所 | 準備処主任 | 凌鴻勛（中国語） 上海交大元校長 | 1957年        |
| 国立交通大学電子研究所 | 初代       | 李熙謀（中国語） 工学博士       | 1958年        |
| 国立交通大学工学院     | 第2代      | 鍾皎光（中国語） 工学博士       | 1967年        |
| 国立交通大学工学院     | 第3代      | 劉浩春（中国語） 工学博士       | 1969年        |
| 国立交通大学工学院     | 代理校長   | 郭南宏（中国語） 工学博士       | 1972年        |
| 国立交通大学工学院     | 第4代      | 盛慶琜（中国語） 工学博士       | 1972年        |
| 国立交通大学工学院     | 第5代      | 郭南宏（中国語） 工学博士       | 1978年 1979年 |
| 国立交通大学           | 第6代      | 阮大年（中国語） 理学博士       | 1987年        |
| 国立交通大学           | 第7代      | 鄧啓福（中国語） 工学博士       | 1992年        |
| 国立交通大学           | 第8代      | 張俊彦（中国語） 工学博士       | 1998年        |
| 国立交通大学           | 代理校長   | 黄威（中国語） 博士             | 2007年        |
| 国立交通大学           | 第9代      | 呉重雨（中国語） 工学博士       | 2007年        |
| 国立交通大学           | 第10代     | 呉妍華（中国語） 理学博士       | 2011年        |
| 国立交通大学           | 第11代     | 張懋中（中国語） 工学博士       | 2015年        |
| 国立交通大学           | 代理校長   | 陳信宏 工学博士                 | 2019年        |

## 姉妹校

### UST-台湾連合大学システム
- 国立清華大学（理学で知られる）
- 国立陽明大学（医学で知られる）
- 国立中央大学（天文学と地学で知られる）

### 交通大学リーグ（両岸三地・五校一体）
- 上海交通大学
- 西安交通大学
- 北京交通大学（旧称は北方交通大学）
- 西南交通大学

### 国際学術交流等協定校
アメリカ
- カリフォルニア大学バークレー校
- カーネギーメロン大学
- イリノイ大学

日本
- 東京大学
- 早稲田大学
- 東北大学
- 東京工業大学E,S,A
- 首都大学東京
- 電気通信大学
- 関西学院大学

中国
- 厦門大学

ヨーロッパ
- ルーヴェン・カトリック大学（ベルギー）
- パリ第6大学（フランス）
- ナント国立高等中央学校（英語版）（フランス）
- チャルマース工科大学（スウェーデン）
- ユヴァスキュラ大学（フィンランド）